# Donde Vas… (álbum)
Donde Vas… es el título del 2º álbum de estudio grabado por la cantante española Paloma San Basilio. Lanzado al mercado en el año 1977 bajo la compañía discográfica española Hispavox. Contó con el arreglo y producción de Bebu Silvetti, Juanito Márquez y Rafael Trabucchelli. Algunas canciones destacadas son "Contigo", "Dónde Vas" y "El Color del Mar".

## Lista de Canciones
| Cara A |                                     |          |  |
| N.º    | Título                              | Duración |  |
| 1.     | «Contigo»                           | 4:03     |  |
| 2.     | «Tiempo Perdido "Borrowed Time"»    | 3:15     |  |
| 3.     | «Ha Muerto Un Amor "Time And Love"» | 2:42     |  |
| 4.     | «El Manisero "The Peanut Vendor"»   | 3:25     |  |
| 5.     | «Entre Tus Brazos»                  | 3:11     |  |

| Cara B |                                           |          |  |
| N.º    | Título                                    | Duración |  |
| 1.     | «Donde Vas»                               | 3:01     |  |
| 2.     | «I'm Gonna Be A Long Time Forgetting You» | 4:02     |  |
| 3.     | «Solos Tu Y Yo "Just You And I"»          | 4:21     |  |
| 4.     | «El Color Del Mar»                        | 2:52     |  |
| 5.     | «Camino Sin Saber Donde Ir»               | 3:41     |  |